# Herbert Haresnape
Herbert Nickall „Bert“ Haresnape (* 2. Juli 1880 in Liverpool; † 17. Dezember 1962 in Birkenhead) war ein britischer Schwimmer und Wasserballspieler.

## Karriere
Haresnape nahm 1908 erstmals an Olympischen Spielen teil. In London gewann er im Wettbewerb über 100 m Rücken die Bronzemedaille. Bis 2020 blieb er der einzige britische, männliche Schwimmer, der eine Medaille in Rückendisziplinen bei Olympischen Spielen gewinnen konnte. 1912 war der Sportler ein weiteres Mal Teilnehmer an Olympischen Spielen. Bei den Wettbewerben im schwedischen Stockholm scheiterte er über 100 m Rücken knapp am Finaleinzug gegen die Deutschen Otto Groß und Paul Kellner.
Neben dem Schwimmsport war er im Wasserball aktiv, so gewann er als Kapitän des Liverpool South Club regionale Meisterschaften.